# احمد عاشورپور
احمد عاشورپور (۱۸ بهمن ۱۲۹۶ – ۲۲ دی ۱۳۸۶) خواننده، آهنگساز و ترانه‌سرای ایرانی بود. بیشتر ترانه‌های او به زبان گیلکی و برخی نیز به زبان فارسی بود. از وی به‌عنوان پدر موسیقی محلی گیلان یاد می‌شود. عاشورپور از نخستین خوانندگان ایرانی بود که آهنگ‌هایی به سبک پاپ اجرا کرد و از این رو به او لقب پدر موسیقی پاپ ایران را نیز داده‌اند.

## زندگی‌نامه

عاشورپور در جوانی

احمد عاشورپور در ۱۸ بهمن ۱۲۹۶ در غازیان بندر انزلی زاده شد. عاشورپور تحصیلات مقدماتی خود را در زادگاهش گذراند و چنان‌که خودش در مصاحبه‌ای گفته‌است، وزن و قافیه و ریتم در شعر را در همین دوران و با مطالعه اشعار کلاسیک ایرانی، و از جمله دیوان شمس تبریزی، آموخته‌است.
تحصیلات وی در زمینه مهندسی کشاورزی از دانشکده کشاورزی دانشگاه تهران است. در سال ۱۳۲۲ به ابوالحسن صبا معرفی شد و در رادیو تهران به خوانندگی پرداخت. در این دوره از همکاری مرتضی محجوبی و حسین تهرانی برخوردار بود. سپس به دعوت روح‌الله خالقی با انجمن ملی موسیقی همکاری نمود. او با رادیو دو دوره بین سالهای ۱۳۲۵ تا ۱۳۲۷ و ۱۳۳۶ تا سال ۱۳۳۸ به همکاری پرداخت. شعر چند ترانه او را جهانگیر سرتیپ پور سروده‌است.

زندگی احمد عاشورپور جلوه‌های گوناگونی دارد و نشانگر مجموعه‌ای از ویژگی‌های بارز و برجسته در شخصیت وی می‌باشد. در عرصهٔ هنر عاشورپور، آهنگ ساز، ترانه‌پرداز و خواننده‌ای با صدای گرم و رسا بود. ترانه‌های او را نه تنها مردم گیلان که بسیاری از مردم در سایر نقاط ایران ورد زبان داشتند.
نخستین بار عاشورپور با توصیه ابوالحسن صبا به رادیو رفت. در آن زمان او و معتمد وزیری (از اهالی کردستان) نخستین کسانی بودند که ترانه‌های محلی را به عرصهٔ رادیو کشاندند. در دورانی که ترانه‌های محلی بسیار حقیرتر از خواندن ترانه‌های معمول به نظر می‌آمد، او به خواندن ترانه‌های مردمی پرداخت، ترانه‌هایی که رنگ و بوی زندگی مردم کوچه و بازار، مردم زحمت کش و تهی دستان را داشت.
در سال ۱۳۳۲ وقتی عاشورپور از فستیوال هنری جوانان در بخارست به ایران بازگشت او را بازداشت کردند. او به زندان رفت و به تبعیدگاه خارک فرستاده شد. وقتی آزاد شد به هر جایی که برای کار کردن پا می‌گذاشت بی‌درنگ نامه ساواک هم در پی او می‌آمد با این مضمون که به احمد عاشورپور شغل حساس واگذار نکنید؛ ولی توانایی‌های علمی و مدیریتی عاشورپور چنان بود که سرانجام راه را می‌گشود و دیگران را به تکریم در مقابل دانش خود وامی‌داشت.

احمد عاشورپور

در یک فقره از تدبیرهای علمی و فنی او؛ جان بیست و هشت هزار دام از خطر مرگ رهایی یافت. وقتی در دوران سربازی در برابر سربازان به گونهٔ احمد سیلی زده شد و از پرسیده شد که تو برای چه کسی می‌خوانی؟ عاشورپور از روی برگرداند و رو به سربازان گفت: من برای شما می‌خوانم و خواند: آی لیلی، جان لیلی، می جان جانان لیلی، و به گفتهٔ شاهدان همهٔ سربازان با او، هم صدا شدند.

### خلاقیت
عاشورپور در عرصه هنر، خلاق بود او به خوبی می‌دانست که هنر وقتی زنده است که مانند هر پدیده زنده دیگر در کار دفع و جذب باشد و موزیسین خلاق کسی است که در کار خود عناصر مثبت را از فرهنگ موسیقایی سایر ملت‌ها جذب و بعضی عناصر منفی یعنی عناصر کهنه و بی‌اثر را دفع کند او می‌دانست اصالت معنای کهنگی و در جا زدن ندارد بلکه هنر وقتی اصالت دارد که ضمن دربرداشتن ویژگی‌های عمومی، دارای مهم‌ترین شاخص ماندگاری یعنی محصول زمانه اش باشد و از دل نیازهای زمانه برآمده باشد.
او فرق موسیقی کهن و ارگانیک را با موسیقی اصیل روزآمد معنا کرد و بر همین اساس بود که او با موسیقی مردمی اروپا آشنایی یافت و نزد یک خانم اتریشی به آموزش موسیقی پرداخت. موسیقی عاشورپور نه تقلید مبتذل از موسیقی غرب بود و نه بیان ساده و بلا واسطهٔ ملودی‌های تکراری مردم کوچه و بازار. موسیقی عاشورپور بازآفرینی خلاق و هنرمندانهٔ موسیقی فولکور و مردمی بود.

### عنصر امید
امید، عنصر شاخص محتوی ترانه‌های عاشورپور بود. مردمی که در پهنهٔ شالیزارها به جنگ زالوها می‌روند تا زندگی را پیدا کنند، این مردم نمی‌توانند با یاس فلسفی، عرفان زدگی و گرایش‌های ویژهٔ روشنفکری زندگی کنند، آن‌ها موسیقی امید بخش و نشاط‌آور می‌خواهند، موسیقی که توفان دریا را بسراید و در غوغای جمعه بازار، گرمی خون سرخی را که در گونه‌های دختر عاشق جریان دارد به عرصهٔ کلام بکشاند. ترانه‌های عاشورپور آکنده از امید بود.
قسمتی از یکی از ترانه‌های او:
زیباتر از جهان امید ای دوست، جهانی نیست

تنها آرزویم خوشبختی همهٔ مردم جهان به‌ویژه مردم ایران است.

احمد عاشورپور، پدر موسیقی محلی گیلان

## درگذشت

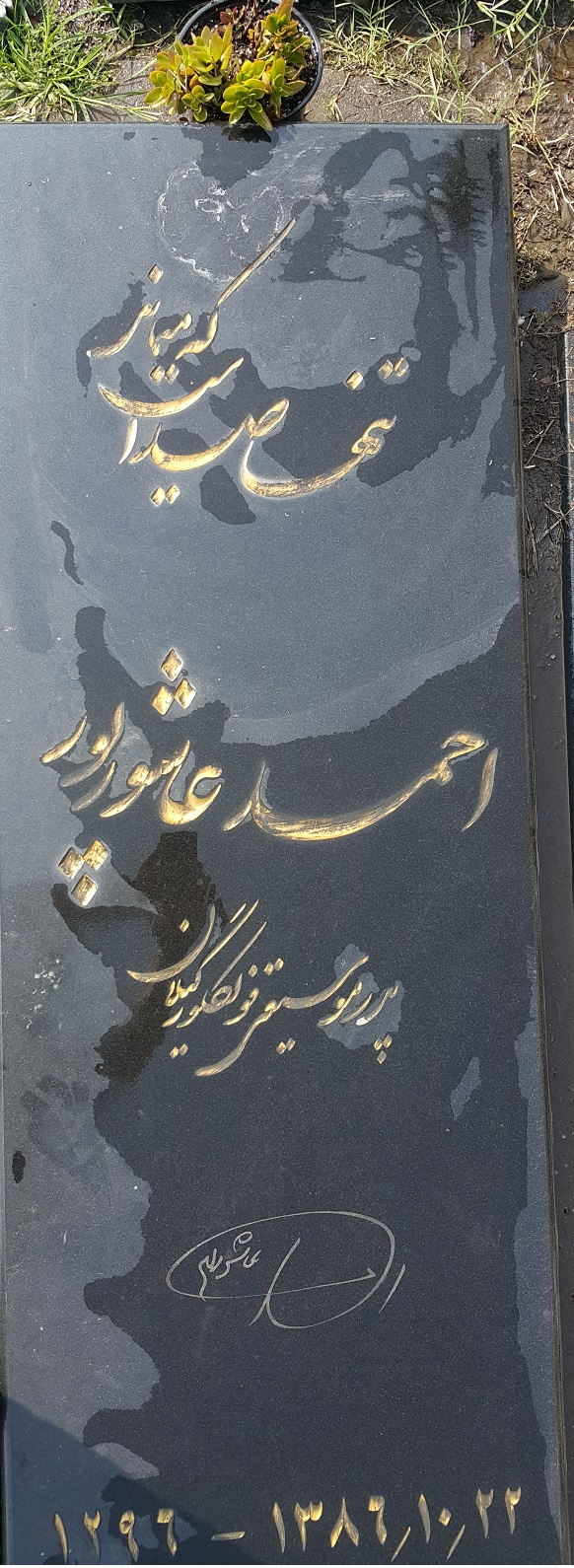
قبر عاشورپور در گورستان بی‌بی‌حوریه، غازیان بندرانزلی

وی در دی‌ماه ۱۳۸۶ به علت عفونت ریه و کهولت سن در بیمارستان جم تهران بستری شد و سرانجام در روز شنبه ۲۲ دی در بخش عمومی همان بیمارستان درگذشت و در گورستان بی بی حوریه در غازیان بندر انزلی به خاک سپرده شد.
هر ساله در سالگرد وفات وی اهالی هنر، دوستان و آشنایان وی یاد او را در زادگاهش بندر انزلی برسر مزارش زنده نگاه می‌دارند.

## برخی آثار
- آهو
- عزیز لاکوی
- بیشیم کوه دارم ترا یاد بوخودا
- گیلکه جان
- گول بیاره
- کو سامان
- لیلا
- اوی لیلی
- باور نوکون
- چشمک بزن ستاره
- دریا طوفان
- انتظار
- گول ابریشم
- همسایه لاکوی
- جانه کور
- مهتاب شبان
- نوکون ناز
- شیرین لاکو
- سورخه جول
- تام بزن
- عاشق رخسار نیکو
- انتظار
- گل بیاره
- کاکل قناری
- خانهٔ تو
- نازنین گوهرم
- نازه لیلا
- روی یار دگرم
- زهره جان
- ای خودا
- جان مریم
- کوراشیم
- کوری جان
- می دیل
- می‌کوچی لاکوی
- نوکون جفا تو کور می امره
- آهوی مار
- پاچه لیلی
- پائیز بامو باز
- یاره بردنه باموم
- جونی جونی
- کیجا جان
- جنگل پر
- زیبا جان
- واجارگا لاکو
- جون جون (نار شیرین)
- اوخشنای
- ربابه جان
- نوای عروسی
- لئلی
- رعنای
- جینگه جینگه جان

## برای مطالعهٔ بیشتر
- حقانی، حسین؛ ربوخه، بابک؛ رضایی راد، محمدرضا (۱۳۸۸). آفتاب خیزان، دریا طوفان. نشر چشمه. شابک ۹۷۸-۹۶۴۳۶۲۱۸۵۸.
- سلیمانی، سیمین (۱۸ بهمن ۱۴۰۱). «می‌گفت خواننده مردمم، نه بزم دربار». اعتماد. دریافت‌شده در ۷ فوریه ۲۰۲۳.